# Южноазиатские игры 1984
1-е Южноазиатские федеративные игры состоялись в Катманду (Непал) в 1984 году. Это было первым случаем, когда Непал принимал Южноазиатские игры и крупнейшим спортивным событием в истории Катманду. Спортсмены из 7 стран приняли участие в состязаниях по 5 видам спорта.

## Виды спорта
- Лёгкая атлетика
- Бокс
- Футбол
- Плавание
- Тяжёлая атлетика

## Итоги Игр
| Место | Страна    | Золото | Серебро | Бронза | Всего |
| ----- | --------- | ------ | ------- | ------ | ----- |
| 1     | Индия     | 44     | 28      | 16     | 86    |
| 2     | Шри-Ланка | 7      | 11      | 19     | 37    |
| 3     | Пакистан  | 5      | 3       | 2      | 10    |
| 4     | Непал     | 4      | 12      | 28     | 24    |
| 5     | Бангладеш | 2      | 8       | 13     | 23    |
| 6     | Бутан     | 0      | 0       | 2      | 2     |
| 7     | Мальдивы  | 0      | 0       | 1      | 1     |